# 원녀
"원녀"는 한국에서 제작된 이유섭 감독의 1973년 영화이다. 신영일 등이 주연으로 출연하였고 신상옥 등이 제작에 참여하였다.

## 출연

### 주연
- 신영일
- 진도희
- 장혁
- 이대갑

### 조연
- 김무영
- 남미리
- 박주아